# Henk van der Meijden
Henk van der Meijden (ook: Van der Meyden) (Den Haag, 26 juni 1937) is een Nederlands journalist en theaterproducent.

## Biografie
Van der Meijden groeide op in het Haagse Bezuidenhout, als oudste van twee kinderen. Zijn vader was slager en zijn moeder werkte bij de Bouwmeesterrevue. Hij bracht veel tijd door bij zijn oma, die een artiestenpension had. Zijn schrijfdebuut maakte hij in 1952 met een kort verhaal, in de kerkbode van dominee De Wilde.
In 1987 trouwt Van der Meijden met Monica Strotmann en in 1990 wordt dochter Elisa geboren.

## Journalist
Op 14-jarige leeftijd schreef Van der Meijden kinderverhalen voor Het Vaderland en later ook voor Het Vrije Volk. Van het Haagsch Dagblad kreeg hij in 1953 5 cent per regel, waarvoor hij verslag deed van feesten en begrafenissen. Na de MULO ging hij aan de slag als leerling-journalist bij de Nieuwe Haagsche Courant waarin hij een eigen rubriek kreeg toegewezen. In de daarop volgende jaren schreef hij ook korte verhalen voor De Spiegel en De Wereldkroniek. In de jaren zestig maakte hij reportages voor de tijdschriften Margriet en Libelle en werkte mee aan de eerste Nederlandse glossy: Avenue.
Van der Meijden schreef ook hoorspelen. Hij maakte op 19-jarige leeftijd zijn debuut met Sprong naar de Vrijheid voor de AVRO, een verhaal over de Hongaarse Opstand.

### Telegraaf
Hij begon zijn werk voor De Telegraaf toen hij reportages schreef over de griepuitbraak in het Duitse Sennelager. Op 1 april 1958 trad hij officieel in dienst bij de krant, als politieverslaggever op de Haagse redactie. In 1959 werd hij door hoofdredacteur Co Stokvis overgeplaatst naar de centrale redactie in Amsterdam, waar hij een eigen showbizzpagina kreeg. Eind jaren zestig gaf hij – geïnspireerd door Freddy Heineken – deze pagina de naam Privé.

### Weekblad Privé
In 1977 bedacht Van der Meijden het weekblad Privé, een verlengstuk van de showbizzpagina in de krant. Het eerste nummer had een oplage van 424.000 en in zijn hoogtijdagen bereikt het een oplage van 650.000. In hetzelfde jaar begon ook TV Privé bij de TROS. Dit programma stopte in 1986, maar werd in 1996-1997 opnieuw op de buis gebracht, nu bij SBS.

In 1997 stopte Van der Meijden als hoofdredacteur van het weekblad. In 2002 nam hij, na 44 jaar, afscheid van De Telegraaf en werd zijn pagina overgenomen door Wilma Nanninga en vervolgens door Evert Santegoeds.

### Club Privé
Tussen 1974 en 1980 baatte Van der Meijden aan het Amsterdamse Leidseplein de horecagelegenheid Club Privé uit.

### Boeken

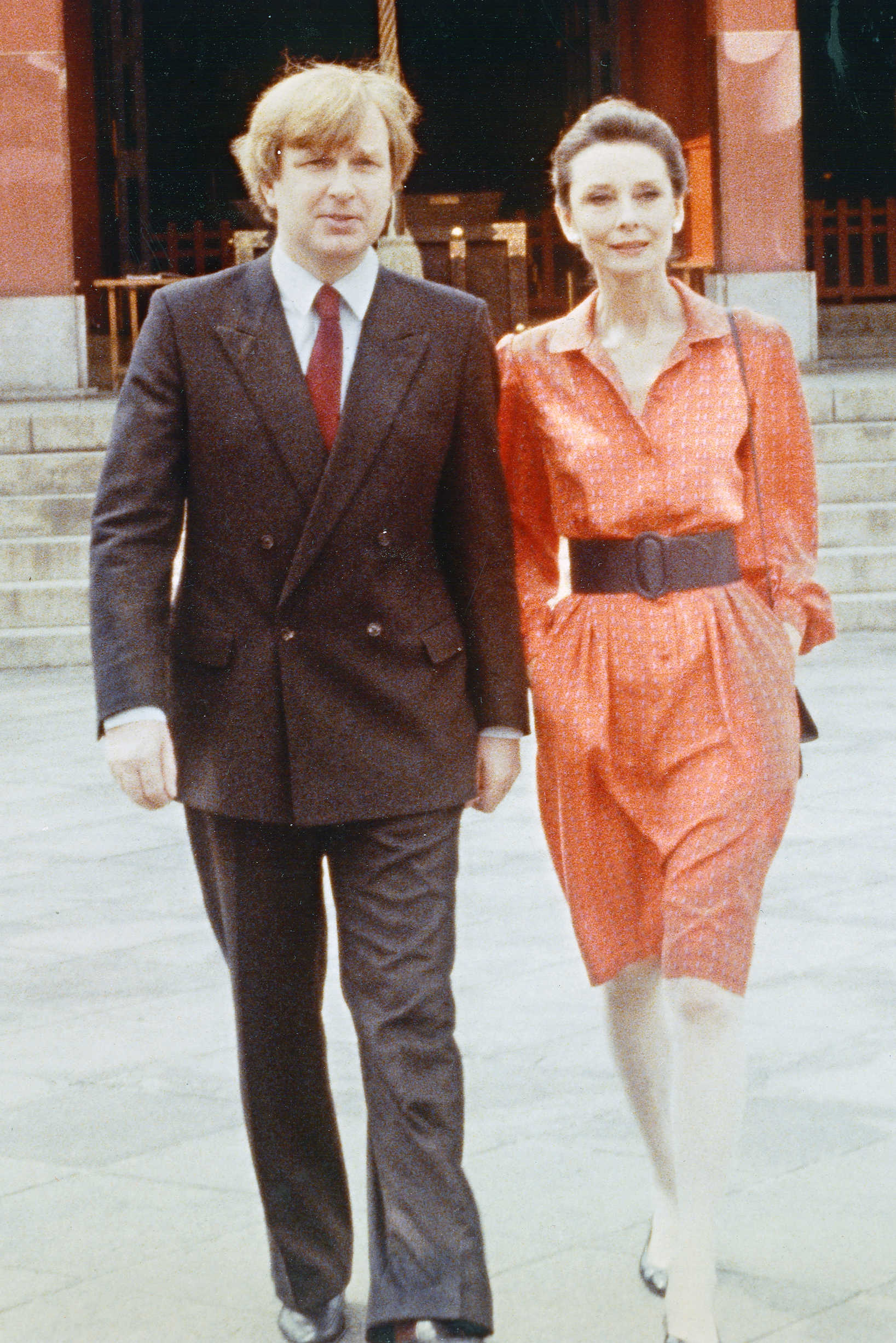
Van der Meijden met Audrey Hepburn bij het Hilton Tokyo hotel in 1983

Zijn boek Privé over Privé (1974) stond maanden op nummer één in de bestsellerlijsten. Deze titel werd gevolgd door De Drie Bruiden van Anton Heyboer (1974), Privé Geheimen (1976) en Dat kan toch niet waar zijn (1981).
Andere titels van Van der Meijden:
- Romy Schneider – Licht en Schaduw (1958), over Romy Schneider
- Caterina Valente (1959), over Caterina Valente
- Zo zijn de Beatles (samen met Jan Langereis) (1964), over The Beatles
- De mens Wim Sonneveld zoals u hem niet kende (1975), over Wim Sonneveld
- Het beste uit de Privé bestsellers (1983)

## Theaterproducent
In 1966 was Van der Meijden met Emmy Verhey in Moskou, alwaar de violiste het Tsjaikovski concours won. Op de vraag wat ze het allerliefste wilde antwoordde zij: "spelen in het Concertgebouw". Dit resulteerde in "Avond der Violen" met Emmy Verhey, Herman Krebbers en Christiaan Bor. In 1967 richtte hij Theaterbureau Concerto op, later veranderde de naam naar het huidige Stardust Holding. In 1968 presenteerde Van der Meijden in Carré het Wereld Ballet Festival met The Dance Theatre of Harlem, The New York Harkness Ballet en het Royal Ballet uit Londen met Margot Fonteyn en Roedolf Noerejev. In de jaren zeventig had Van der Meijden een nauwe samenwerking met het Bolshoi Ballet en de danseres Galina Ulanova. Tijdens een door Van der Meijden georganiseerde tournee van het Kirov Ballet in 1970 maakte de toenmalige Michael Barishnikov zijn debuut in Carré.
Van der Meijdens circusactiviteiten dateerden van 1971. In dat jaar opende hij met het Russisch Staatscircus Ahoy. In 1979 presenteerde hij het Russisch Staatscircus in Carré. Sinds 1984 was hij, samen met het Nederlands Theaterbureau, verantwoordelijk voor het jaarlijkse Wereldkerstcircus in Carré en sinds 1993 voor het Weltweihnachtcircus in Stuttgart.
Op muziekgebied produceerde Van der Meijden de "Abend in Wien"-concerten met Robert Stolz, Rudolph Shock en Margrit Schramm. Naar aanleiding van de film Amadeus (1984) bracht hij samen met Jaap van Zweden een aantal concerten uit onder de titel "Ode aan Amadeus" (1986). In 1987 bracht hij Tom Parkers New London Chorale op de planken. In opvolging van de "Ode aan Amadeus"-concerten, bracht Van der Meijden samen met Wout van Liempt de "Ode aan Strauss"-concerten uit (1995). Als Strauss engageerde hij André Rieu.
In 1991 stond Van der Meijden als eerste Nederlandse producent met een musical op Londens West End, A Night at the Cotton Club. Andere producties van zijn eigen hand Josephine (1991), The Sound of Motown (1995), Mahalia (1996), The Glory of Gospel (1996), Rembrandt De Musical (2006), Crazy Shopping (2010) en Yab Yum (2012). Naast de eigen producties produceerde Van der Meijden ook internationale titels voor de Nederlandse markt, zoals Bubbling Brown Sugar (1984), Annie (1997) en Grease (1996).
Van der Meijden produceerde in 2009 "Cirque Stiletto", een show rond Ellen ten Damme, met een vervolg in 2013 en een derde versie met Karin Bloemen in 2015. Tevens was zijn bedrijf tussen 2010 en 2018 verantwoordelijk voor de shows van illusionist Hans Klok waarvoor hij optredens verzorgde in Nederland, Duitsland, Frankrijk en Engeland waar hij in 2012 zes weken op London West End stond.
Samen met het Shanghai Ballet en choreograaf Derek Deane werd in 2015 een nieuwe versie van het ballet Het Grootste Zwanenmeer ter Wereld op het podium gebracht en werden tournees georganiseerd door Nederland, Duitsland en Oostenrijk. Sinds 2022 wordt geparticipeerd in het Spaanse Immersive Art-project Madrid Artes Digitales. Op 4 maart 2022 opende in Madrid Klimt: La experiencia inmersiva. De opvolger Tutankamon: La Experiencia Immersiva ging op 4 november 2022 in première.

### Circustheater
Samen met Joop van den Ende en Benoit Wesley was Van der Meijden begin jaren negentig eigenaar van het Scheveningse Circustheater.

## Onderscheidingen
- 1976 - Salesmanager van het Jaar – Marketing Award, uitgereikt door de Sales Association
- 1992 - Haagse Ooievaar Ondernemersprijs
- 2005 - Gouden Chapiteau Sleutel, uitgereikt door de Vereniging van Nederlandse Circus Ondernemingen
- 2010 - Oeuvre Award – Musical Awards Gala
- 2012 - Onderscheiding Chinese Departement van Cultuur
- 2014 - Oscar Carré Trofee – uit handen van burgemeester Eberhard van der Laan
- 2022 - Ridder in de Orde van Oranje-Nassau - uit handen van burgemeester Jan van Zanen[3]
- 2023 - Ambassador Du Cirque 2023 - uitgereikt in Monaco door de Fédération Mondiale du Cirque, onder voorzitterschap van Prinses Stéphanie van Monaco[4]